# 나하스 앙굴라

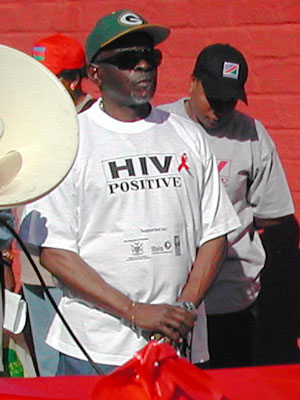
나하스 앙굴라

나하스 앙굴라 (Nahas Gideon Angula, 1943년 8월 22일 ~ )는 나미비아의 정치인이다. 현재 여당 남서아프리카인민기구 (South West Africa People's Organization,SWAPO)의 당원이며, 히피케푸니에 포함바 대통령의 임명으로, 2005년 3월 21일부터 나미비아의 총리직을 맡고있다.